# ピャパプピーペンピェぷ〜ん
ピャパプピーペンピェぷ〜んは、アニメ・ゲーム作品『ギャラクシーエンジェルII』の関連番組としてランティスウェブラジオ,BEAT☆Net Radio!にて配信されていたインターネットラジオ番組。正式タイトルはギャラクシーエンジェルラジオ・ピャパプピーペンピェぷ〜ん。全91回（全12回+全79回）
当初の番組名はギャラクシーエンジェる〜んだったが、第13回から現在の番組名に改題された。基本的に番組名が変わっただけで、公式ホームページ上での回数表記も「ぷ〜んの回数（全体を通しての通算回数）」とされている）。なお、その後「ギャラクシーエンジェる〜ん」のタイトルは、ギャラクシーエンジェルIIのアニメのタイトルとして使用され（アニメについては、ギャラクシーエンジェる〜んを参照）、アニメのためにこちらの番組名が変更されたことがぷ〜ん第21回放送中に明らかにされた。

## 概要

### パーソナリティ
パーソナリティは、PlayStation 2専用ゲーム『ギャラクシーエンジェルII 絶対領域の扉』『ギャラクシーエンジェルII 無限回廊の鍵』及び、アニメ『ギャラクシーエンジェる〜ん』(GA2)でヒロインを演じている以下の5人である。
- 稲村優奈（アプリコット・桜葉役）
- 花村怜美（アニス・アジート役）
- 明坂聡美（ナノナノ・プディング役）
- 平野綾（カルーア・マジョラム、テキーラ・マジョラム役）（第34・35回は病気で入院のため欠席）
- 中山恵里奈（リリィ・C・シャーベット役）

なお、番組内で花村怜美は名前が明坂聡美と同じ「さとみ」であること、ギャラクシーエンジェルII内でアニス（花村）がナノナノ（明坂）から「親分」と呼ばれていることから、他のパーソナリティからも「親分」と呼ばれている（稲村は同じ事務所（ATプロダクション）であり、また声優ユニットsorachocoでも共に活動しているため、花村を「さとみ」と呼ぶ事が多い）。他方、明坂聡美は、「あけ」・「あけちゃん」と呼ばれることが多かったが、リスナーからのメールを元に「ぷんすかー明坂」との呼称が定着しつつある。この「ぷんすかー明坂」は、番組のコーナー「うたう〜ん！エンジェル隊！」で初登場した。しかし最近では、明坂を「あかさか」と呼ぶようになってきている。これはリスナーからのお便りを紹介した際に、「あかさか」と読み間違った事に由来する。
また、稲村はパーソナリティの中では最年長であるところから「稲村ママ」・「ママ」と呼ばれている（主に明坂から）。
ちなみにパーソナリティで最年少は明坂である。
通算第40回（2007年第1回目）において、2007年3月までの3ヶ月間限定でパーソナリティを月替わりの交代制とし、その他のメンバーがゲストという形式に変更することが発表された。
- 1月：稲村優奈＆中山恵里奈
- 2月：花村怜美＆明坂聡美（通称さとみ姉妹）
- 3月：平野綾＆中山恵里奈

余談だが稲村は1月にパーソナリティ、2月はゲスト（桜葉姉妹、sorachoco、「NEUEでyeah!」の回答）で全ての放送に登場し、皆勤賞を達成した。そのため2007年3月は形式上「謹慎中」という事になっていた。通算第52回放送で3ヶ月ぶりに5人全員揃い、稲村の謹慎はなくなった。

### 放送詳細
- 配信サイト：ランティスウェブラジオ、BEAT☆Net Radio!（#40から）（毎週木曜日配信）
- 配信期間

ギャラクシーエンジェる〜ん
2006年4月6日 - 2006年6月22日（全12回）
ピャパプピーペンピェぷ〜ん
2006年6月29日 - 2007年12月27日（全79回）
（BEAT☆Net Radio!では2007年1月18日から配信）

### 主題歌
オープニングテーマ
『Eternal Love 2006』（第1回、第13回）
作詞：森ユキ 作曲・編曲：坂本裕介 歌:影山ヒロノブ
『メリーゴーランド宇宙』（第2回-12回、第14回-第51回、第53回-）
作詞：畑亜貴 作曲：田代智一 編曲：安藤高弘 歌：ルーンエンジェル隊（稲村優奈、花村怜美、明坂聡美、平野綾、中山恵里奈）
『宇宙で恋は☆るるんルーン』 （第52回）
作詞：畑亜貴 作曲：太田雅友 編曲：安藤高弘 歌：ルーンエンジェル隊（稲村優奈、花村怜美、明坂聡美、平野綾、中山恵里奈）
エンディングテーマ
『ハピスマ・ギャラクシー』（第15回-）
作詞：畑亜貴 作曲：上松範康 編曲：鈴木マサキ 歌：ルーンエンジェル隊（稲村優奈、花村怜美、明坂聡美、平野綾、中山恵里奈）
『Believe in Your Heart』（第31回のみ）
作詞：森ユキ 作曲：坂本祐介 編曲：坂本祐介 歌：アプリコット・桜葉（稲村優奈）＆ミルフィーユ・桜葉（新谷良子）

### CD
メリーゴーランド宇宙（2006/7/26 LACM-4282）
収録曲
1. メリーゴーランド宇宙
2. ハピスマ・ギャラクシー
3. メリーゴーランド宇宙(off vocal)
4. ハピスマ・ギャラクシー(off vocal)

TVアニメ ギャラクシーエンジェる〜ん ボーカル＆バラエティCD "NON STOP ルーンエンジェル隊"（2007/3/21 LACA-5613）
収録曲（1-5までがボーカル曲、以降はCDドラマ）
1. ロケットラブル・ラブ
2. やめてメテオ
3. えんじぇる式じんせー論
4. つれづれなるマンマでる〜ん
5. 永遠のFRIENDSHIP
6. アニスとリリィのアルバイト 『やるっきゃねえ茶屋』編
7. カルーア＆テキーラのアルバイト 『お天気お姉さん』編
8. アプリコットとナノナノのアルバイト 『こども電話相談室』編
9. 一攫千金に賭ける! 『がけっぷちシスターズ、再び』編
10. 『アルバイト反省会&大食いコンテストへの挑戦』編

### コーナー
番組上では下記コーナーに投稿した視聴者（リスナー）のラジオネームは「る〜んネーム」と呼称される。
ふつおた
テーマを限らず、リスナーからのお便りを紹介。
がんばル〜ン! エンジェル隊!
リスナーから、パーソナリティの5人にやってもらいたい課題を募集する。課題で失敗したパーソナリティには「メダる〜ん」が貯まり、その貯まった数が通算で5枚、10枚、20枚…に達した時点で「ごほうび」という名の罰ゲームが課される。
- 5枚獲得のごほうび：「コめ〜んテイター」

パーソナリティはお休みとなり、コメンテイターとして番組に登場する。
（第11回:稲村優奈 第13回:花村怜美、明坂聡美、平野綾 第19回:中山恵里奈）
- 10枚獲得のごほうび：「ぽえむ〜ん」

番組冒頭もしくはラストで自作（かつて学生時代に作ったもの）のポエムの朗読を行う。
（第13回:稲村優奈 第19回:花村怜美、明坂聡美 第22回:平野綾 第30回:中山恵里奈）
- 20枚獲得のごほうび：パーソナリティ一人番組

パーソナリティが一人で番組をやる。後に「無限回廊の鍵」の限定版に付属しているCDに収録されている。
（第32回：稲村優奈：GAラジオ 稲村優奈のレッツ体操）
（第46回：明坂聡美：シャルロット明坂のきまぐれセレブリティ）
（第58回：中山恵里奈：中山恵里奈の羊数え隊）
（第60回：平野綾：ランデる〜ん：FMラジオの番組に似た雰囲気で、第62回でプチ復活している）
（第64回：花村怜美：はなむらマーケット：予算が余っていたのをいいことに、スタッフと伊豆に行って小旅行を満喫してしまった。）
NEUE（ノイエ）でyeah！
リスナーのお悩みをパーソナリティが一瞬で解決。
「xxx（投稿者名）からの壮大なお悩み」で始まる。オープニングで行われ、すぐにタイトルコールに移行するため、コーナー名が呼ばれることがあまりないコーナーでもある。
いまむ〜リクエスト
ギャラクシーエンジェル関連の曲のリクエストを、昔の曲か最近の曲かを問わず受け付ける。
GA Information
ギャラクシーエンジェル関連の最新情報を告知する。この際、パーソナリティのいずれか1人が席を外し、そのパーソナリティが声をあてているルーンエンジェル隊の隊員が登場するのが慣例となっている。
うたう〜ん！エンジェル隊! （第24-39回、第52回）
番組エンディングテーマ『ハピスマ・ギャラクシー』の、パーソナリティ5人がそれぞれ歌うパートに、リスナーから投稿された歌詞を当てはめて歌う替え歌コーナー。2006年最後の放送回（第39回）では過去に歌われた曲の中から1番を決める『うたう〜ん! エンジェル隊! 大賞』が放送された。
エンジェルブリーフィング（第1回-第22回、第40回-）
あらかじめ定められたお題で、5人が討論する。結論は番組公式見解になる。第40回で久しぶりの復活をしたが、その月のパーソナリティ2人が議論しゲストが判定し負けたほうがメダる〜んを獲得するという方式に変更されている。
演じる〜ん、エンジェル隊 （第18回、第52回-）
即興でアドリブドラマを演じるコーナー。役もその場で決定して演じる。第52回で久しぶりに復活したが、「自分が演じた役以外のキャラクターに、好きな台詞を言わせる」という方式に変更されている。
天使のもくしろく〜ん（第40回-）
ゲストパーソナリティの波乱万丈な人生エピソードを募集する。
爺ええ通 （第40回-）
若いルーンエンジェル隊の面々に、ステキなおじいちゃんのエピソードを送ってあげる。
パーソナリティ企画
各パーソナリティが考えた企画を持ち込んで、実際にやってみるコーナー。
- 第1弾【稲村優奈のはろ〜ん調査隊】（第7回）
- 第2弾【ルーンエンジェル隊のカルーアバースデー】（第11回）
- 第3弾【「ギャラクシーエンジェルII 絶対領域の扉」大感想大会】（第15回）
- 第4弾【この味、なんの味、気になる味】（第20回）

お誕生日企画
パーソナリティの誕生日が近い場合、番組放送中に他のパーソナリティ達、及びスタッフ一同（第50回放送はゲストの小田久史（この時は中山恵里奈の誕生日を祝った））からプレゼントが渡される。これは「誰からのプレゼントなのか？」を当てなければならない。間違ってもプレゼントはもらえるが、ついでにメダる〜んまで獲得してしまう。またケーキもきちんと用意されるが、スタッフ一同（第50回放送では小田）からのプレゼントを間違えると食べられない。しかしこれでケーキが食べられなかったのは、中山恵里奈1人だけである。
ちなみに第50回放送では、小田自身も他のパーソナリティ達一同から誕生日プレゼントを受け取っている。しかし「一同で1つ」だったため、メダる〜ん獲得の対象とはなっていない。

### 終了コーナー
おまけのエンジェる〜ん （第26回-第38回）
ミニドラマ。GA Informationからダイレクトにつながっており、コーナー出演から戻った隊員を中心としたエピソードを描いている。
その回に登場したゲストも出演している。ゲストの出演役については、下記の括弧内に記述。
- 第1話【おせちもいいけどカレーもね】
- 第2話【リコの自己紹介は50回続きました】
- 第3話【アニスの寝てるまに】
- 第4話【プディングなのだ】
- 第5話【ダンボーる〜ん】（ダンボール:新谷良子）
- 第6話【ミルフィーユの捜索料理仕立て】（ミルフィーユ・桜葉:新谷良子）
- 第7話【4人全員が説得したら出て行こうと思っていたのに】
- 第8話【次週、自作パソコンについて熱く語るリコ!】
- 第9話【ア〜ニス〜、ものま〜ね〜しま〜すよ〜♪】（最後の「ですわね〜」:佐藤ひろ美）
- 第10話【女性は25歳を越えると妖精になるのだ】（通りすがりの可愛いお姉さん：佐藤ひろ美）
- 第11話【マジョラム様、ややややや〜ん】
- 第12話【リリィの剣術指南はこの後50回続きました】
- 最終話【ギャラクシーエンジェルII無限回廊の鍵、2007年春! 刮目せよ!!】

### ゲスト
- 第14回 菜の花すみれ
- 第16・34・35・55回 佐藤ひろ美
- 第30・31・44・45回 新谷良子
- 第40・41回 平野綾
- 第42回 明坂聡美
- 第43・48回 花村怜美
- 第44・45・46・47回 稲村優奈
- 第47回 中山恵里奈
- 第49回 小林晃子
- 第50・51回 小田久史

### 備考
- オープニング・エンディングを除き、リクエストなどで同じ曲が2度使われたことはない。
- 外国在住のリスナーからもメールが届いたことがある（通算第32回（44回）シアトル、通算第35回（47回）インドネシア）。